# Алинек
Алинек (фр. Allineuc) је насељено место у Француској у региону Бретања, у департману Приморје.
По подацима из 2011. године у општини је живело 577 становника, а густина насељености је износила 23,95 становника/km².

## Демографија
| 1962. | 1968. | 1975. | 1982. | 1990. | 2011. |
| ----- | ----- | ----- | ----- | ----- | ----- |
| 892   | 744   | 660   | 608   | 545   | 577   |